# Andrea Coda
Andrea Coda, född 25 april 1985 i Massa, är en italiensk fotbollsspelare, som spelar för Pescara, på lån från Sampdoria.

## Karriär
Andrea Coda inledde karriären i Lucchese, men det var först i Empoli som han inledde seniorkarriären. Han spelade ordinarie för klubben i Serie B 2004/2005 och även den följande säsongen i Serie A.
Sommaren 2006 såldes han till Udinese där han under de följande säsongerna spelade över 20 matcher per säsong.
Våren 2013 lånades han ut till Parma.
Sommaren 2013 lånades han ut på nytt, denna gång till Serie A-nykomlingen Livorno.

## Landslagskarriär
Andrea Coda har representerat Italien på de flesta ungdomsnivåer. 
2008 spelade han OS med Italien, där laget slutade på en delad femte plats efter att ha förlorat kvartsfinalen mo Belgien. 